# 캔터베리도마뱀붙이

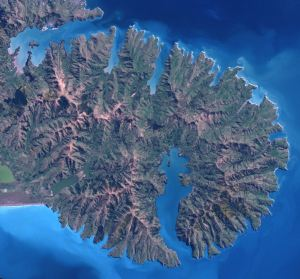
뱅크스 반도

캔터베리도마뱀붙이(Woodworthia brunnea)는 캔터베리 게코(Canterbury gecko)라 불리며, 뉴질랜드 남섬에서 발견된다. 마오리어 명칭 와이타하 게코(Waitaha gecko), 모코파파(Moko-pāpā), 혹은 브라운 게코(Brown gecko)라고도 불린다. 지속적인 연구를 통해 집도마뱀붙이속을 여섯 속으로 나누면서 이전의 Hoplodactylus maculatus “Canterbury”가 새로운 속 뉴질랜드도마뱀붙이속으로 분리되기 전에는 집도마뱀붙이속에 분류되어 Hoplodactylus brunneus라고 불렸다.

## 특징
캔터베리도마뱀붙이는 대개 갈색, 회색, 올리브색 바탕에 옅은 가로, 세로 줄무늬, 반점, 혹은 대개 끊어지지 않은 꼬리에 큰 검은무늬가 나있다. 눈의 색깔은 녹색에서, 갈색, 연노란색 사이로 다양하며 눈과 콧구멍 사이에 좁거나 넓은 창백한 줄무늬가 나있다. 주둥이비늘(:en:rostral scale)은 콧구멍에 닿아있거나 사실상 콧구멍을 건드린다. 밑부분은 대개 창백하고 한 가지 색을 띄지만, 몇몇 개체는 배에 점박이 무늬가 나있다. 입안은 분홍색이고, 혀도 분홍색이지만 끝부분은 회색을 띈다. 해안가의 사구에서 포획한 표본은 삼림, 바위 서식지에서 채집한 표본에 비해 작은 경향이 있으며, 주둥이-항문 길이는 각각 53–68mm, 53–80mm에 달했다. 꼬리의 길이는 주둥이에서 항문까지의 길이와 같지만, 재생된 꼬리는 원래의 꼬리보다 짧아진다. 캔터베리도마뱀붙이의 발가락에는 9-12 개의 박막(:en:Lamellae (zoology))과 곧은 지골이 나있으며, 발바닥은 대개 옅은 회색을 띈다. 색깔과 무늬가 굉장히 다양해서, 예전에는 이를 하나의 종으로 파악하여 분류하는 데 어려움을 겪었다.

## 분포와 서식지
캔터베리도마뱀붙이는 뉴질랜드 남섬 고유종이다. 뉴질랜드 보전부(:en:Department of Conservation (New Zealand))는 캔터베리도마뱀붙이를 "토착(indigenous)"으로, 뉴질랜드 멸종위기 분류체계(New Zealand threat classification system)에는 "감소세(declining)"로 등재하였다.
이 도마뱀붙이류는 뉴질랜드 남섬 중에, 말버러 남부에서 캔터베리 중부와 뱅크스반도에 이르는 영역에 서식한다. 캔터베리 평원의 내륙지대, 남쪽으로 라카이아강(:en:Rakaia River) 유역에 이르는 해안가의 언덕에서도 발견된다. 카이토레테곶(:en:Kaitorete spit)에서는 사구지대에서 발견되는 작은 개체들이 서식한다. 뱅크스반도와 포트힐즈(:en:Port Hills)에서는 흔히 발견되지만, 캔터베리 평원의 대부분의 구역에서는 서식지 손실, 토지용도변경(:en:Land-use change)으로 인해 사라졌다.
캔터베리도마뱀붙이는 주로 나무가 우거진 저지대를 좋아한다. 죽은 나무 따위의 느슨한 나무껍질이나 깊은 옹이구멍 안에 몸을 숨길 수 있기 때문이다. 균열이 난 노두, 바위덩어리, 절벽, 그 근처에 우거진 덤불 혹은 유목, 덤불, 바위, 포후에후에 사이의 사구지대, 그리고 특히 버들링 저지(:en:Birdling's Flat)/카이토레테곶의 해안선에서 발견된다.
뱅크스 반도는 해마다 평균 969mm의 강우량을 기록하며, 뉴질랜드에서는 지역마다 강우량이 상당히 다르기 때문에 도마뱀붙이류가 서부 해안보다 훨씬 습윤한 동부 해안가를 선호하는 모습을 볼 수 있다. 평균 기온은 여름에는 최고 23도 / 최저 4도, 겨울에는 최고 13도 / 최저 2도에 달한다. 캔터베리는 연간 2100-2300 시간 햇빛이 내리쬔다. 캔터베리도마뱀붙이는 서식 장소에 상당히 의존하며, 거주 범위가 굉장히 좁다. 캔터베리도마뱀붙이는 다양한 서식지 변화에 적응해있으며, 농경지대의 방풍림 따위의 야생 지역에서 볼 수 있다.

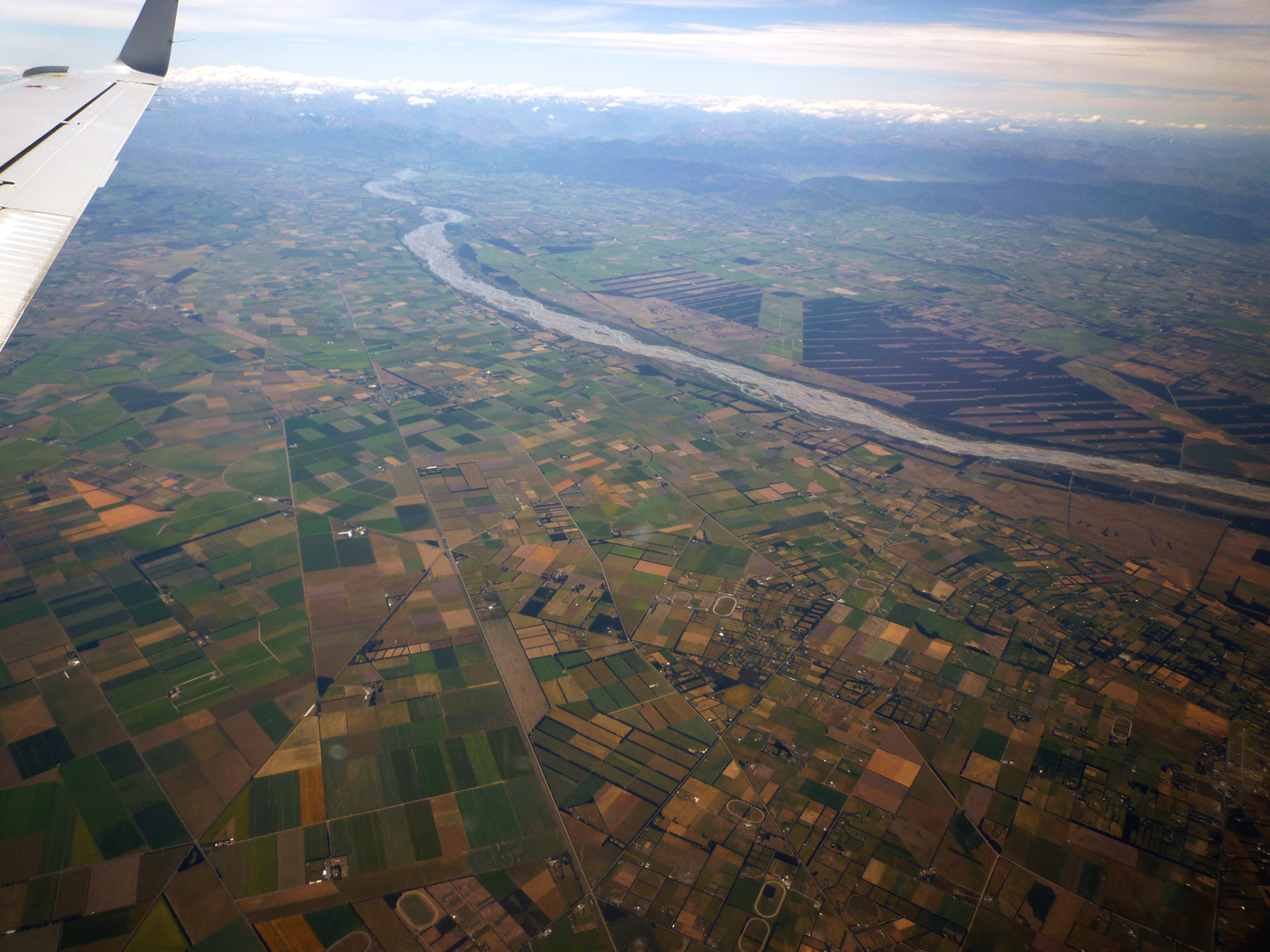
캔터베리의 평원

캔터베리도마뱀붙이는 해안, 저지대, 저산대(:en:Montane ecosystems), 아고산대의 다양한 서식지에서 살아가는 일반종이다. 대부분의 영역에서는 교목한계(:en:tree line) 밑에서만 발견된다. 포식자가 없는 섬에서는 바닷새의 굴에서 거주하며, 인간 거주지 근처의 비유기물 잔해와 건물 따위의 인공적인 환경에서 자주 보인다. 이파리가 작은 코프로스마속의 식물은 얽힌 가지 속으로 피하기 쉽기 때문에 뉴질랜드에 서식하는 도마뱀들이 좋아한다. 포후에후에(:en:Muehlenbeckia complexa) 또한 좋아하는데, 그 안에서 무척추동물을 잡아먹기 쉽고, 과일도 도마뱀이 먹기 좋기 때문이다.

## 생애
캔터베리도마뱀붙이는 주로 야행성이나, 낮에는 피난처 입구에서 일광욕(en:Sunbaking)을 즐긴다고 알려져있다. 흔히 커다란 규모의 사회적 집합(:en:Aggregation (ethology))을 이루는데, 특히 포식자가 없어서 개체수가 많은 지역에서 그렇다. 캔터베리도마뱀붙이는 뉴질랜드의 도마뱀붙이류 중에서 제일 오래 사는데, 야생 최고 생존 기록은 53년이다. 유체는 2월 말에서 3월에 태어나고, 암컷은 한배새끼(:en:Litter (animal))를 두 마리까지 낳는다. 캔터베리도마뱀붙이는 태생하며, 즉 알이 태어나기 전에 난관에서 부화한다는 뜻이다 - “빙하기 당시 뉴질랜드의 추운 기후에 적응하여 난생하는 것으로 보인다 - 세계적으로 대부분의 다른 난생하는 도마뱀들은 좀 더 추운 지역에 서식한다.” 해마다 한 번씩, 대개 봄이나 여름에 짝짓기한다. "도마뱀붙이류는 기온에 굉장히 영향을 크게 받으며, 추운 기후 아래에서는 번식주기가 길어질 것이다.” 기후가 추워지면 암컷들은 2년, 혹은 3년마다 새끼를 낳는다. 이 녀석들은 직접, 혹은 얇은 덮개 너머에서 내리쬐는 햇빛을 활용해 체온조절을 하며, 뉴질랜드의 대부분의 도마뱀붙이류와 개구리들처럼 피부의 채색(en:Coloration)을 조절하여 열에너지의 흡수량을 조절할 수 있다.

## 식성
캔터베리도마뱀붙이는 잡식동물이며 주로 나방, 파리 따위의 작은 무척추동물, 특히 코프로스마속(en:Coprosma)의 과일, 약간의 꽃꿀을 먹는다.
대부분의 뉴질랜드 토착 도마뱀 종은 잡식성이며, 다양한 종류의 절지동물, 때로는 다른 도마뱀과 베리류, 혹은 꽃꿀과 꽃가루를 먹는다. 캔터베리도마뱀붙이는 주로 곤충을 먹지만 베리류의 과일도 먹는다. 캔터베리도마뱀붙이가 살아가는 바위로 뒤덮인 서식지 근처의 개방된 지역에서는 파란색 과일이 자주 발견된다.

## 피식

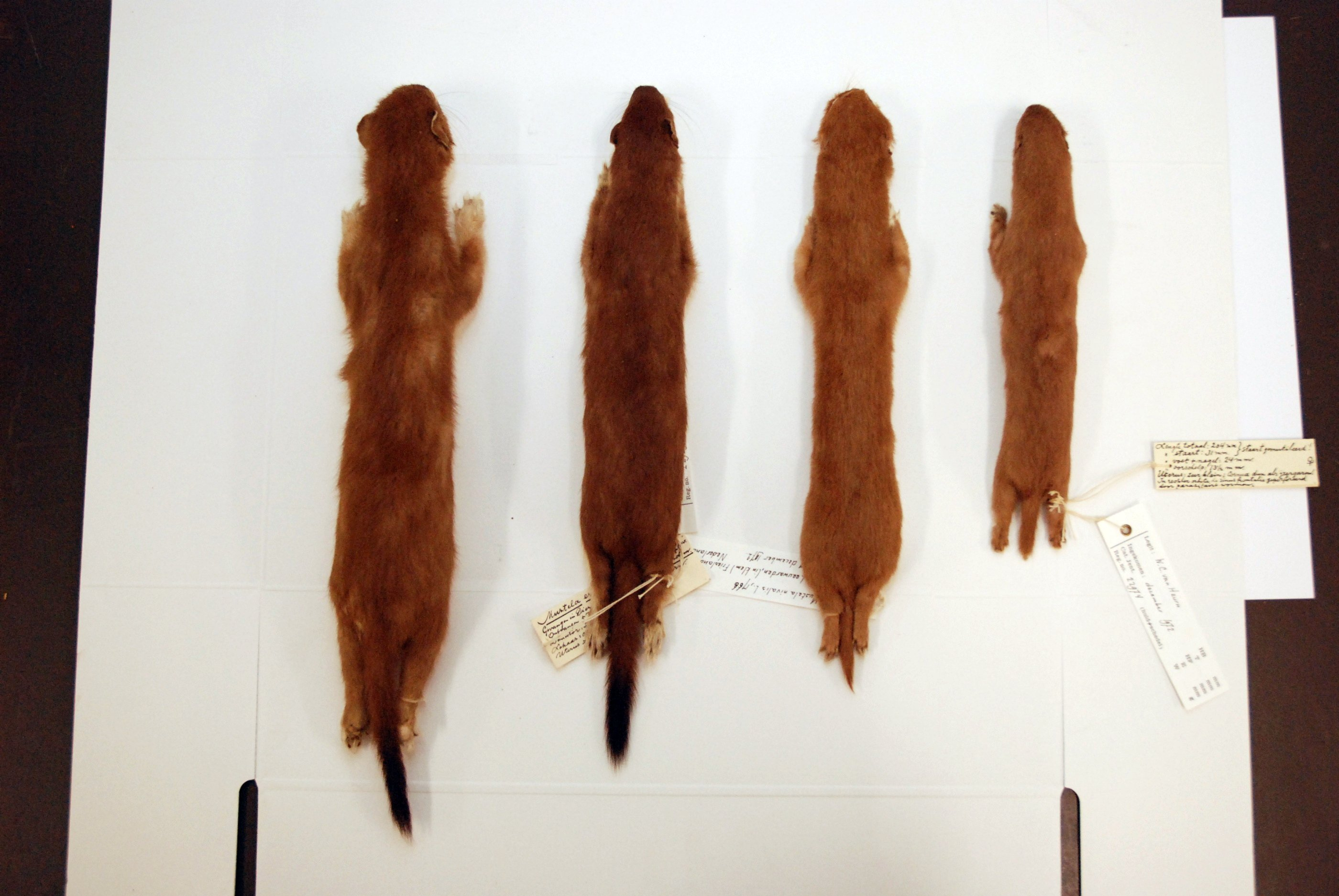
족제비(왼쪽 둘), 담비(오른쪽 둘)

야생의 캔터베리도마뱀붙이에는 붉은 진드기가 약간 기생하는 모습이 기록되어왔다. 뉴질랜드의 모든 돔뱀붙이류는 포식과 서식지 파괴라는 두 가지 주된 위협에 직면해있다. 캔터베리도마뱀붙이의 주요 포식자는 생쥐, 시궁쥐, 족제비, 고슴도치, 고양이, 담비, 페럿, 돼지, 주머니쥐 따위가 있다. 야행성 포식자들은 야행성인 뉴질랜드도마뱀붙이류에게 큰 위협이 되며, 주로 포유류 포식자들이 야행성이다.진드기들이 눈가, 귓구멍, 겨드랑이, 뒷다리, 항문 따위의 매달리기 적당한 곳에 자주 달라붙는다.

## 기타
2011년 크라이스트처치 지진 때문에 라파키(en:Rāpaki) 위의 절벽에 위치한 캔터베리도마뱀붙이의 서식지가 불안정해졌고, 사람들이 2015년에 녀석들을 리카르턴부시(:en:Riccarton Bush)로 옮겼다. 209마리의 도마뱀붙이류가 "구덩이 가장자리의 절벽에서 로프 액세스(:en:Rope access)의 전문가들이 현수하강하여 회수되었는데, 그 지역에 계획된 큰 지질공학적 작업이 도마뱀붙이류의 서식지를 파괴할 수 있었기 때문이다.” 리카르턴부시의 삼림 서식지가 이전의 바위 절벽 서식지와는 굉장히 다르다는 지적이 있었지만, 둘레에 포식자방지울타리(:en:predator-proof fence)가 세워져있어서 도마뱀붙이류가 생존하기 유리했기 때문에 선정되었다. 캔터베리도마뱀붙이는 1980년대까지 리카르턴부시에 살았었고, 그래서 이번에도 생존할 수 있을 거라 여겨졌다. 도마뱀붙이류에 일일이 라디오 송신기(:en:adio transmitters)를 달아서 카히카테아(:en:Dacrycarpus dacrydioides) 나무에 풀어줬지만, 대부분 "다른 덩굴로 뒤덮인 나무나 줄기로 이동했고, 한 마리는 풀어준 나무 근처의 호주양배추나무(:en:Cordyline australis)에 자리를 잡았다." 송신기를 통해 도마뱀붙이류가 이동한 거리를 효과적으로 관찰할 수 있었고, 이 녀석들이 나중에 짝짓기 기회를 잡기 위해 서로 가까이 살아가면 "성공적으로 자리잡았다"고 보았다.